# Anisodactylus heros
Anisodactylus heros es una especie de escarabajo de tierra del género Anisodactylus, categorizada en la tribu Harpalini, de la subfamilia Harpalinae.

## Distribución
Se distribuye por Portugal, España, Italia (Cerdeña), Marruecos, Argelia y Túnez.

## Taxonomía
Fue descrita por Fabricius en 1801.
Tratamiento taxonómico
La especie aparece registrada y publicada en Systema Eleutheratorum secundum ordines, genera, species; adiectis synonymis, locis, observationibus, descriptionibus. -. Tomus I, xxiv + 506 pp. (Kiel: Bibliopolii Academici Novi). (1801).